# White Lion
White Lion je americko/dánská hardrocková/heavymetalová hudební skupina, kterou v roce 1983 založili v New Yorku dánský zpěvák Mike Tramp a americký kytarista Vito Brattem. Skupina byla aktivní převážně v 80. letech a na začátku 90. let. V roce 1985 vydala debutové album Fight to Survive.
V žebříčku Billboard Hot 100 byla skupina úspěšná v roce 1988 s písní "Wait" na osmém místě, a o rok později se s akustickou rockovou baladou "When the Children Cry" umístila na třetím místě žebříčku. Obě skladby pocházejí z druhého studiového alba Pride, které vyšlo v roce 1987.
Třetí album Big Game bylo 9. srpna 1989 certifikováno jako Zlaté album. Čtvrté album Mane Attraction z roku 1991 nedosáhlo úspěchu předešlých alb. Krátce po jeho vydání skupinu opustili Greg D'Angelo a James LoMenzo. Skupina pokračovala s baskytaristou Tommym T-Bone a bubeníkem Jimmym Degrassi. Po krátkém turné na podporu alba Mane Attraction odehrála skupina v září 1991 své poslední vystoupení v Bostonu.